# Бумагин, Александр Владимирович
Алекса́ндр Влади́мирович Бума́гин (1 марта 1987, Белгород, СССР) — российский хоккеист, левый нападающий.

## Биография

### Клубная карьера
Начинал карьеру в Тольятти, играя за «Ладу». В своём дебютном сезоне забил два гола в семи матчах, а его команда заняла второе место[где?]. В следующем году в составе «Лады» выиграл Континентальный кубок. Бумагин был выбран под общим 170-м номером на драфте НХЛ 2006 года командой «Эдмонтон Ойлерз». Летом 2007 года подписал контракт с «Химиком» Мытищи, который позднее изменил своё название. В своём первом сезоне в КХЛ сыграл в 46 матчах и забил 8 голов. В сезоне 2008/2009 перешёл в «Нефтехимик».

### В сборной
Бумагин в составе молодёжной сборной России участвовал в Юниорском чемпионате мира 2005 и Молодёжном чемпионате мира 2007.

## Статистика
| Легенда | Легенда                    | Легенда | Легенда                   | Легенда | Легенда    |
| ------- | -------------------------- | ------- | ------------------------- | ------- | ---------- |
| И       | Количество проведённых игр | Штр     | Штрафное время            | +/−     | Плюс-минус |
| Г       | Голы                       | П       | Голевые передачи          | О       | Очки       |
| -       | Статистика неизвестна      | —       | Статистика не учитывалась |         |            |

### Клубная карьера
- a В «Плей-офф» учитывается статистика игрока в Кубке Надежды.

## Достижения

### Командные
Австрия
| Год  | Команда | Достижение                          | Достижение |
| ---- | ------- | ----------------------------------- | ---------- |
| 2005 | Лада    | Серебряный призёр чемпионата России |            |

Еврокубки
| Год  | Команда | Достижение                        | Достижение |
| ---- | ------- | --------------------------------- | ---------- |
| 2006 | Лада    | Победитель Континентального кубка |            |

Международные
| Год  | Команда       | Достижение                                    | Достижение |
| ---- | ------------- | --------------------------------------------- | ---------- |
| 2007 | Россия (мол.) | Серебряный призёр молодёжного чемпионата мира |            |